# Culture des céréales au XVIe siècle
Cet article présente l'histoire de la culture des céréales au XVIe siècle.

## XVIesiècle

### Diffusion du maïs en Europe
Lorsque les Européens découvrirent l’Amérique, le maïs était déjà cultivé des rives du Saint-Laurent (Canada) à celles du Río de la Plata (Argentine). Le maïs a été vu pour la première fois par Christophe Colomb en 1492 à Cuba. Magellan le trouva à Rio de Janeiro en 1520 et Jacques Cartier rapporta en 1535 que Hochelaga, la future Montréal se trouvait au milieu de champs de maïs, qu’il comparait à du « millet du Brésil ».
Les Méso-Amérindiens (Olmèques, Mayas, Aztèques), peuples du centre de l’Amérique, en étaient très dépendants. L'introduction du maïs en Europe est effectuée par Christophe Colomb. Du sud de l’Espagne, il s’est diffusé dans toutes les régions d’Europe méridionale au climat suffisamment chaud et humide, grâce à sa facilité de culture et à son rendement supérieur à celui du blé ou des céréales secondaires, comme le millet (dont il a pris le nom en portugais, milho) et le sorgo : le Portugal (1515), le Pays basque espagnol (1576), la Galice, le Sud-Ouest de la France et la Bresse (1612), la Franche-Comté alors possession espagnole, et où il est nommé « blé d'Espagne », le reste de la France, longtemps réticent à sa culture, la Vénétie (1554), puis la plaine du Pô. Le premier dessin du maïs en Europe est dû au botaniste allemand Fuchs en 1542. En Chine, le premier dessin du maïs est daté de 1637, mais sa culture y était déjà répandue. En Afrique, le maïs fut introduit en Égypte vers 1540, par la Turquie et la Syrie.
Au cours du XVIe puis du XVIIe siècle, le maïs se disperse progressivement dans le Vieux Monde. Les Turcs contribuent largement à son expansion en Bulgarie, Roumanie, Serbie et Hongrie. Les marchands portugais l’introduisent en Afrique au début du XVIe siècle, puis dans le golfe de Guinée vers 1550. Vers la même époque, le maïs gagne l’Asie. Il pénètre l’Inde, la Birmanie, la Chine, la Corée et le Japon. Des Balkans par la Roumanie, le maïs s’étendit au XVIIIe siècle à l’Ukraine. Le maïs ne sera cependant jamais cultivé à très grande échelle en Europe. Les États-Unis contrôlaient en 2007 environ 41 % de la production et 61 % des exportations mondiales, contre respectivement 26 % et 9 % pour le blé. Les États-Unis opéraient aussi 43 % des exportations de soja et 82 % des ventes de sorgo.

### Ordonnance de Villers-Cotterêts
La « grande Ordonnance » de Villers-Cotterêts, en août 1539, première charte fondamentale de l'administration française a pour raison primordiale, la mercuriale de Paris, avec la fixation du prix du pain. Cette fixation répondait à des habitudes anciennes. Elles n'ont pas été modifiées par l'ordonnance de Villers-Cotterêts, qui prescrit de faire faire chaque semaine, dans tous les sièges de juridictions ordinaires du royaume, un rapport de la valeur et estimation commune de toutes espèces de gros fruits comme bleds (céréales), vins, foins.

### 1590: assiégé par Henri IV qui s'approvisionne en Beauce, Paris se tourne vers la Brie et l'Oise
Les sièges de Paris (1588-1594), les plus terribles de l'histoire parisienne, constitués d'une longue suite d’opérations militaires menées par Henri III et Henri IV pour reconquérir la capitale durant les guerres de religion (France), en occupant la région céréalière de la Beauce, ont quasiment fait quadrupler le prix du pain à Paris.
Deux schémas d'approvisionnement Paris se concurrencent à la veille des guerres de Religion. La Brie en 1604-1607 remplace la Beauce en 1561-1563, grâce à une meilleure utilisation de la voie d'eau, en particulier de la Seine.
Pour mieux affamer Paris, Henri IV s'empare de Chartres le 19 avril 1591, mais Paris sécurise son approvisionnement au Nord, et surtout à l'Est, car au Nord, les garnisons espagnoles, acquises à l'ennemi, prélèvent déjà les céréales. La paix revenue, le nouvel schéma se maintient : Seine, Marne, Oise. Il est plus rationnel car mieux réparti sur les voies d'eau.
Entre-temps, la débandade de l'armée protestante en août 1589, doit peut-être aussi à la médiocre conjoncture frumentaire du Bassin parisien, alors que l'énorme concentration militaire d'avril 1589 avait au contraire été favorisée, vraisemblablement, par deux bonnes années de récolte céréalière, permettant une grande détente du prix des blés (1587-1588 ; 1588-1589). Le prix des grains dans les marchés de l'espace central du Bassin parisien avait auparavant subi l'impact des opérations de la Ligue. La récolte de 1586 avait été catastrophique entre Somme et Loire, celle de 1587 avait provoqué la détente. La détente s'accentue pendant l'hiver. L'excellence de la récolte de 1588 maintient un climat détendu jusqu'en avril 1589.
La récolte de 1589 est vraisemblablement moins bonne et on doit le savoir, entre avril et mai. Le décrochement se place, en effet, à Paris entre le 1er avril et le 3 mai 1589. Dans le même temps, une menace se précise sur le Paris ligueur. Traité formel du 3 avril entre les deux Rois. Concentration des armées devant Plessis-lès-Tours, le 30 avril 1589. De mai à juillet, les armées royales occupent progressivement le Sud-Ouest beauceron, approchant de Paris. La montée des cours des céréales suit les conditions de la nouvelle récolte, mais reflète aussi, à partir du 1er juillet, les événements politiques et militaires. L'assassinat de Henri III, le 1er août 1589, la panique au camp des Rois, le départ massif des hommes du Roi de Navarre, en direction du Sud-Ouest, expliquent, vraisemblablement, le net reflux au-delà du 2 août 1589.